# .va
.va je vrhovna internetska domena (country code top-level domain - ccTLD) za Vatikan. Domenom upravlja Internetski ured Svete stolice. 

## Vanjske poveznice
- IANA .va whois informacija  Arhivirana inačica izvorne stranice od 19. srpnja 2008. (Wayback Machine)